# الأماكن الأثرية في سنار

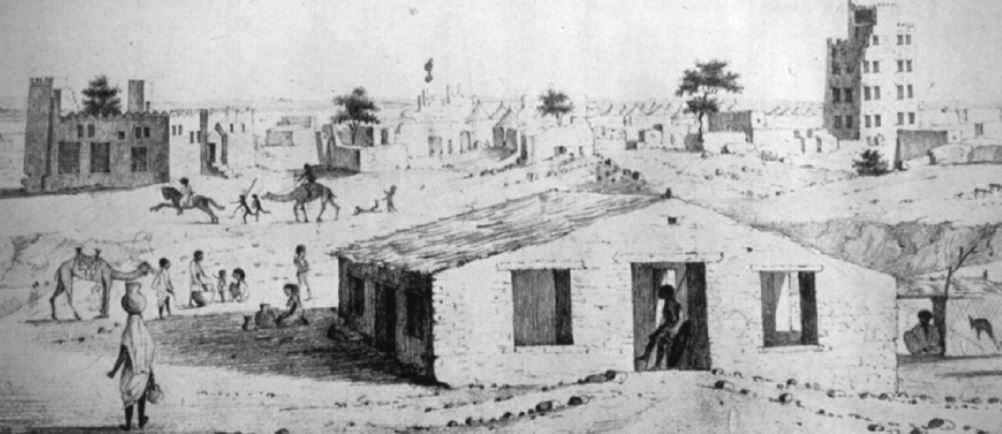
سنار 1921

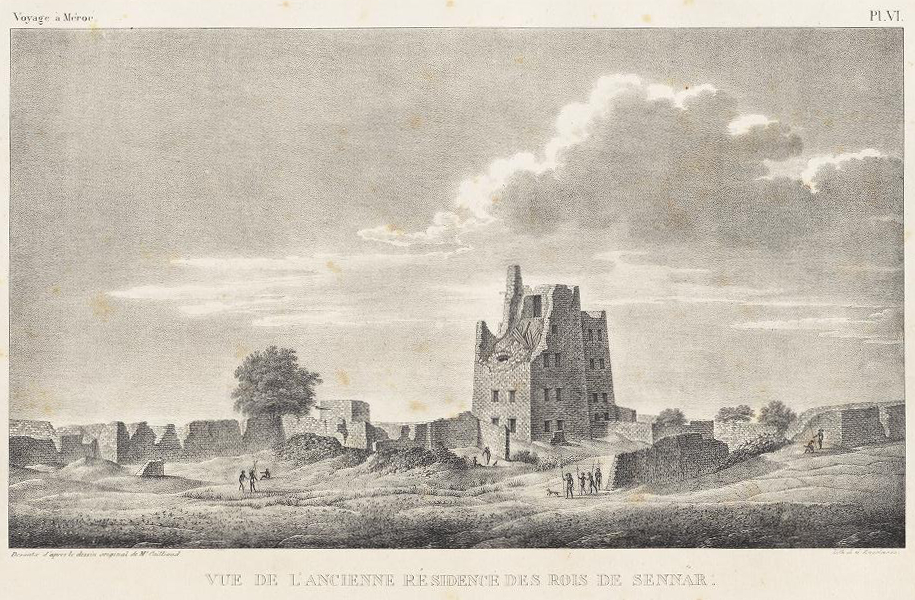
قصر سنار

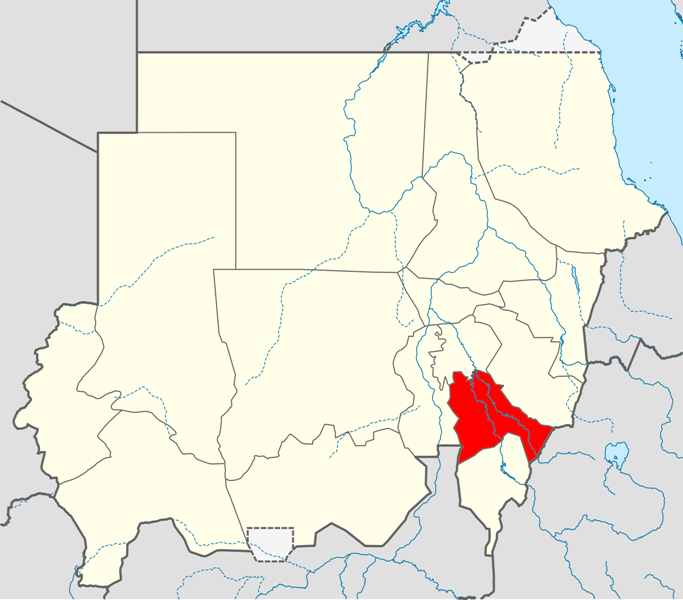
منطقة سنار

الأماكن الأثرية في سنار تقع ولاية سنار على بعد 300 كم جنوبي شرقي العاصمة السودانية الخرطوم. وهي أول عاصمة للدولة الحديثة في السودان حسب تاريخ السودان. وبعد انهيار أول مملكة إسلامية في السودان وهي (مملكة الفونج) فقد  أطلق على سنار في تلك الفترة عدد من الأسماء من  أشهرها «مكوار». ومنطقة سنار بها العديد من المناطق السياحية الطبيعية وتضم أول سد في نهر النيل وهو «خزان سنار».

## المناطق الأثرية في سنار
توجد بـ«منطفة سنار» عدد من المواقع الأثرية، من أهم تلك المناطق:
- مدافن الإنجليز بحاضرة ولاية سنار «سنجة».[2]
- عدد من الموقع الأثرية لمملكة الفونج ب«سنار التقاطع» ومن أهمها محكمة الفونج التي تقع في الضفة الغربية النيل الأزرق.
- وأيضاً مقابر ملوك الفونج في عدد من القرى والأرياف في أنحاء ولاية سنار.
- مجموعة من الأضرحة والقباب التي تعكس التزام مملكة الفونج بالإسلام الصوفي،[3] من أشهرها قبة الشيخ فرح ودتكتوك[4] التي تقع على الضفة الشرقية لخزان سنار بمحلية شرق سنار والتي ولد فيها الشيخ فرح ودتكتوك وعاش فيها في القرن السابع العشر.
- قعلة جبل موية[5] التي تقع غرب الولاية.

وكل تلك الثروة الأثرية وغيرها من موقع الأثرية التي يحكي عنها الأهالي أنهم وجدوا مقابر أثرية بها أواني فخارية لا يعلم أحد من أي حقبة من حقب التاريخ السناري هي.

## إهمال الأثار
تشكو مدينة سنار من الإهمال وعدم الاهتمام بالآثار الموجودة بها، وفي حقيقة الأمر فإن الآثار في السودان بصورة عامة مهملة. ولا يوجد أدنى شيء من الاهتمام، مما جعل عددًا كبيرًا من الأثار قد تندثر ولا أحد يعرف عنها شيء.

## قائمة الأماكن الأثرية بسنار
- سنار المدينة.
- سنار التقاطع.
- سنجة «مدافن الأنجليز بسنجة».
- ضريح الشيخ فرح ودتكتوك ب«شرق سنار».
- القلعة «جبل موية».
- محكمة الفونج.

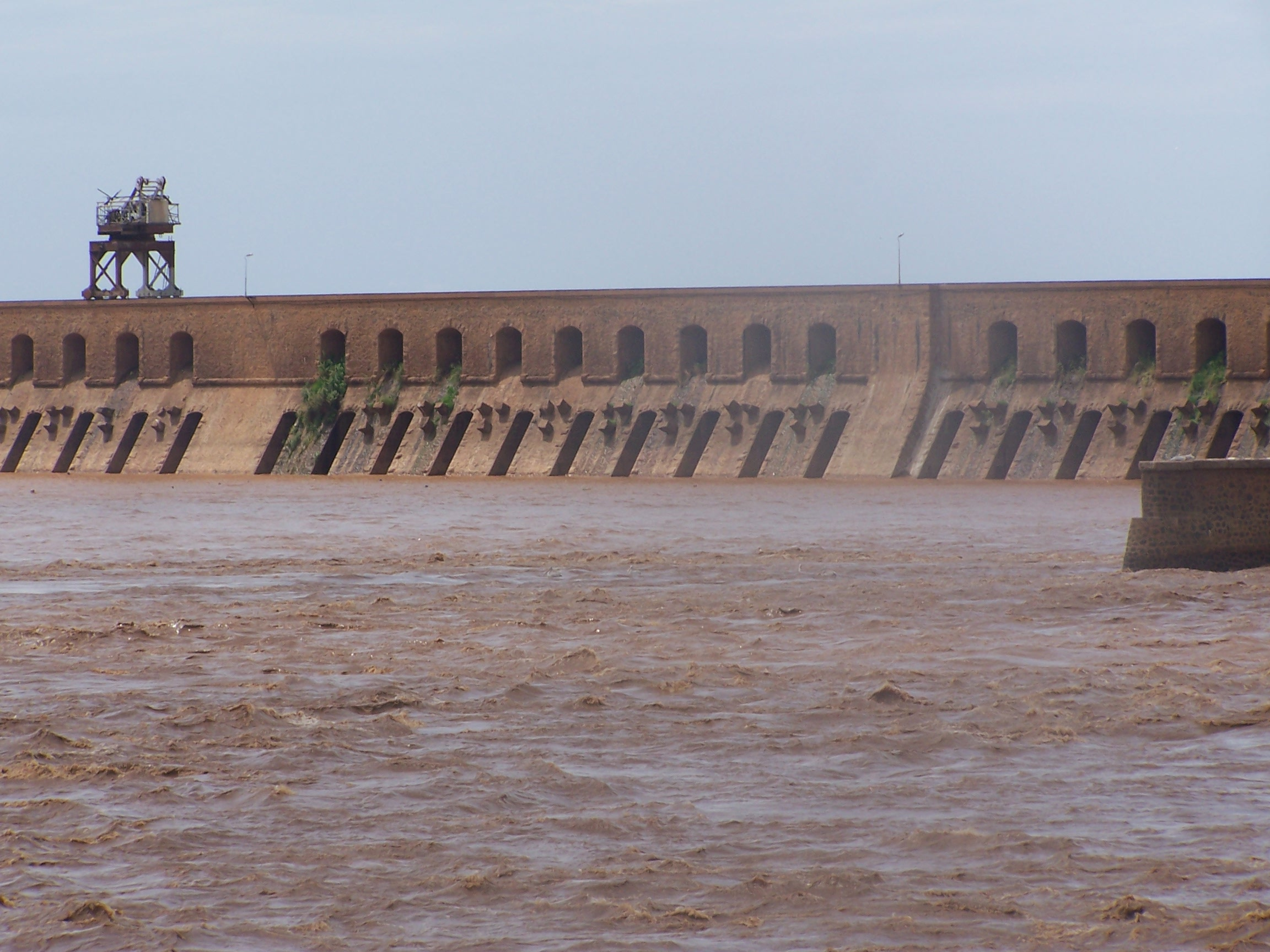
سد سينار
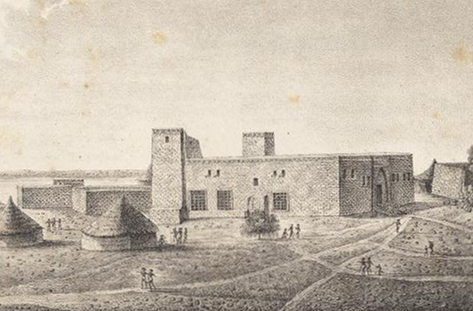
مسجد سنار
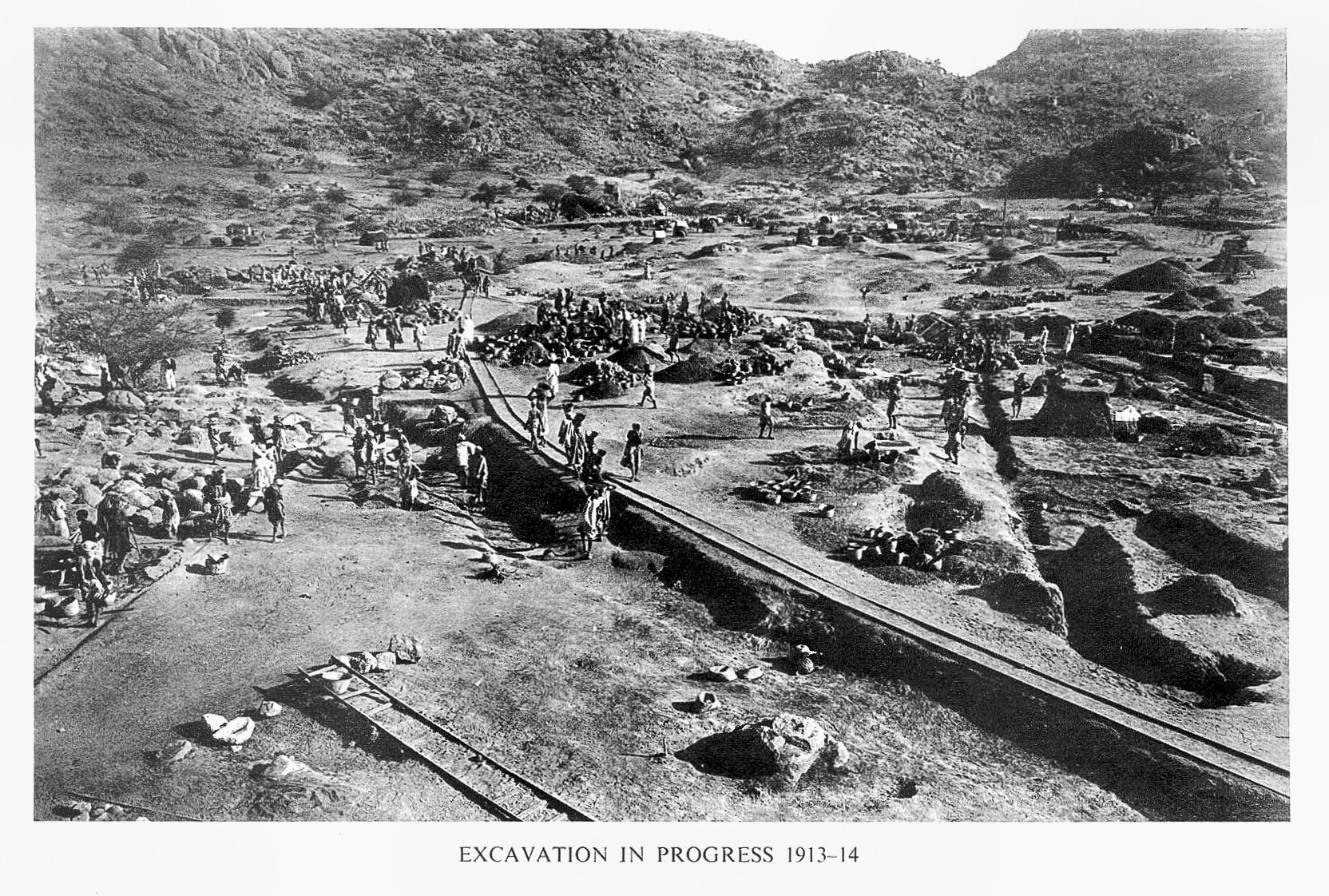
جبال موية